# Campionati europei di skeleton 2012
I Campionati europei di skeleton 2012, diciottesima edizione della manifestazione organizzata dalla Federazione Internazionale di Bob e Skeleton, si sono tenuti il 6 e il 7 gennaio 2012 ad Altenberg, in Germania, sulla pista DKB-Eiskanal, il tracciato sul quale si svolsero le rassegne continentali del 2004 e del 2005. La località della Sassonia sita al confine con la Repubblica Ceca ha quindi ospitato le competizioni europee per la terza volta nel singolo maschile e femminile. Anche questa edizione si è svolta con la modalità della "gara nella gara" contestualmente alla quarta tappa della Coppa del Mondo 2011/2012 e ai campionati europei di bob 2012.

## Risultati

### Skeleton uomini
La gara si è disputata il 6 gennaio 2012 nell'arco di due manches ed hanno preso parte alla competizione 18 atleti rappresentanti 10 differenti nazioni.
| Pos. | Atleti                | Nazione     | Tempo   | Distacco |
| ---- | --------------------- | ----------- | ------- | -------- |
|      | Martins Dukurs        | Lettonia    | 1:54.15 |          |
|      | Tomass Dukurs         | Lettonia    | 1:55.22 | +1.07    |
|      | Alexander Kröckel     | Germania    | 1:55.82 | +1.67    |
| 4    | Frank Rommel          | Germania    | 1:56.07 | +1.92    |
| 5    | Alexander Gassner     | Germania    | 1:56.09 | +1.94    |
| 6    | Aleksandr Tret'jakov  | Russia      | 1:56.57 | +2.42    |
| 7    | Sergej Čudinov        | Russia      | 1:56.74 | +2.59    |
| 8    | Adam Pengilly         | Regno Unito | 1:56.77 | +2.62    |
| 9    | Matthias Guggenberger | Austria     | 1:56.93 | +2.78    |
| 10   | Raphael Maier         | Austria     | 1:57.00 | +2.85    |

### Skeleton donne
La gara si è svolta il 7 gennaio 2012 nell'arco di una sola manche ed hanno preso parte alla competizione 16 atlete rappresentanti 9 differenti nazioni.
| Pos. | Atleti           | Nazione     | Tempo   | Distacco |
| ---- | ---------------- | ----------- | ------- | -------- |
|      | Anja Huber       | Germania    | 59.87   |          |
|      | Katharina Heinz  | Germania    | 59.97   | +0.10    |
|      | Shelley Rudman   | Regno Unito | 59.99   | +0.12    |
| 4    | Marion Thees     | Germania    | 1:00.12 | +0.25    |
| 5    | Joska le Conté   | Paesi Bassi | 1:01.39 | +1.52    |
| 6    | Marija Orlova    | Russia      | 1:01.66 | +1.79    |
| 7    | Ol'ga Potylicyna | Russia      | 1:01.83 | +1.96    |
| 8    | Ol'ga Nikandrova | Russia      | 1:01.87 | +2.00    |
| 9    | Marina Gilardoni | Svizzera    | 1:02.24 | +2.37    |
| 10   | Amy Williams     | Regno Unito | 1:02.26 | +2.39    |

## Medagliere
| Pos.   | Paese    | Oro | Argento | Bronzo | Totale |
| ------ | -------- | --- | ------- | ------ | ------ |
| 1      | Germania | 1   | 1       | 1      | 3      |
| 2      | Lettonia | 1   | 1       | 0      | 2      |
| 3      | Austria  | 0   | 0       | 1      | 1      |
| Totale | Totale   | 2   | 2       | 2      | 6      |